# Diakhao
Diakhao (ou Jaxaaw en sérère) est une ville de l'ouest du Sénégal. Érigée en commune en 2011, elle fait partie du département de Fatick et de la région de Fatick.

## Histoire

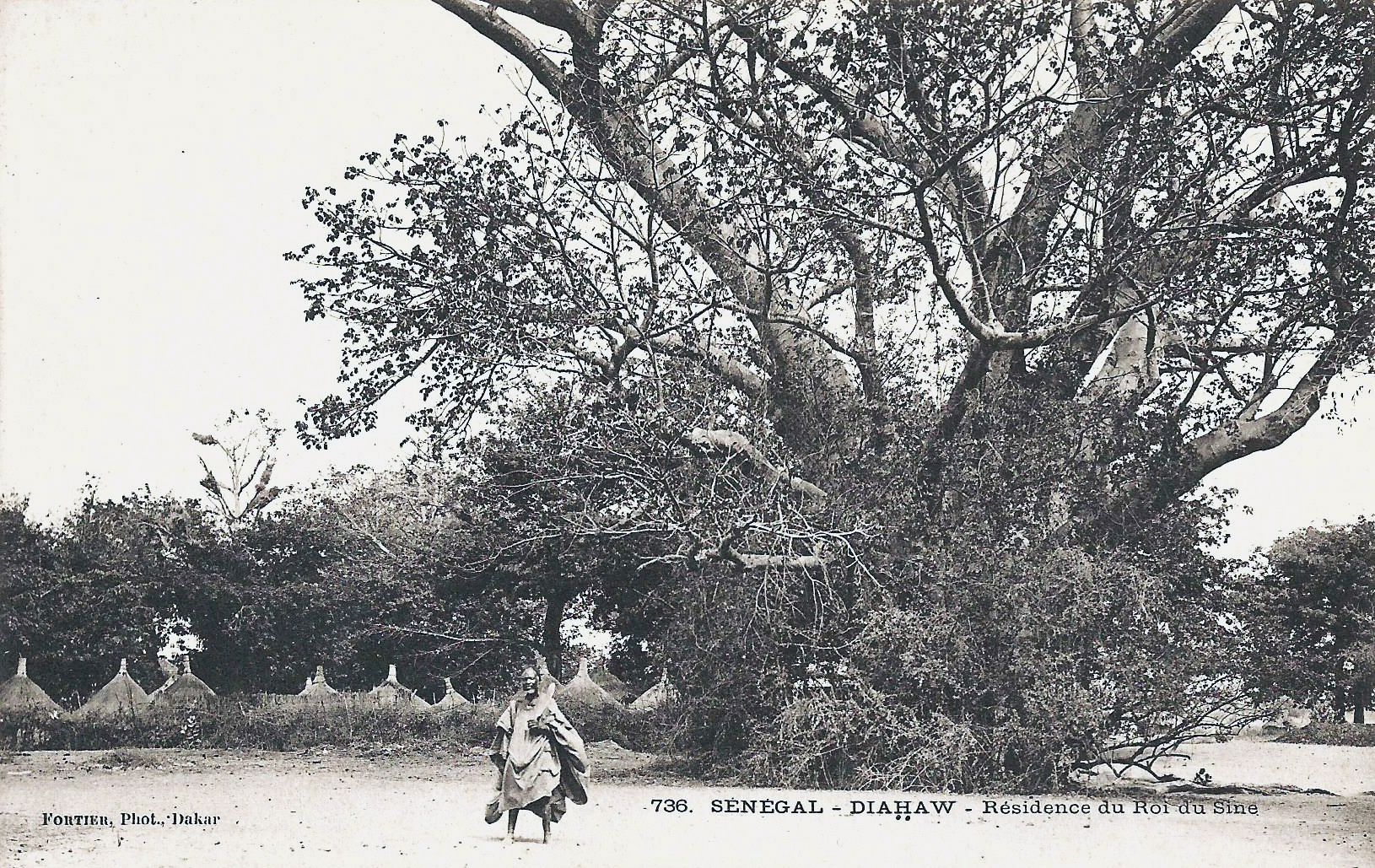
Résidence du roi du Sine à Diahaw.

Diakhao fut la dernière capitale du royaume du Sine. Plusieurs sites ont été classés par les Monuments historiques. Il s'agit de la Maison Royale, de la tombe du Maad a Sinig Coumba Ndoffène Famak Diouf (roi du Sine), des tombes des Guelwar, des tombes des Linguères et du baobab Kanger, lieu de libation des rois du Sine.
En 1867, à la Surprise de Mbin o Ngor (une attaque surprise contre les Sérères par le marabout musulman qui a précipité la Bataille de Fandane-Thiouthioune), Diakhao a été brûlée par les marabouts. Afin de reconstruire sa capitale, Maad a Sinig Coumba Ndoffène Famak Diouf met en place de nouvelles mesures fiscales à travers le Sine. Bien que Maad a Sinig Coumba Ndoffène Famak réussisse à lever et percevoir les impôts dans la plupart des régions, il échoue à Joal, occupée par l'administration française. Pendant des années il tente d'exercer son autorité sur Joal. En août 1871, il s'y rend pour régler le problème et se fait assassiner,,.

## Administration
Avant d'être une commune, Diakhao était le chef-lieu de la communauté rurale de Diakhao.

## Géographie
Les localités les plus proches sont Sorokh, Gadoguene, Ndidor, Tela, Maronem, Nguekokh, Ndofene, Ndofane, Ndielem Farba, Bacodiol, sarar, kao, mbimor, ndoffane mourite, famb, marane, sandook, Diadiel

### Population
Diakhao est une partie du pays Sérère,. Selon le PEPAM (Programme d'eau potable et d'assainissement du Millénaire), Diakhao compterait 3429 habitants et 388 ménages.

## Personnalités nées à Diakhao
- Pape Teigne Diouf, plasticien
- Pape Biram Toure, député-maire